# ريتشارد جي. ويلكنسون
ريتشارد جي .ويلكنسون ولد عام 1943  عالم اوبئة اجتماعية وكاتب وناشط سياسي يساري، وبروفيسور برتبة فخرية لعلم الاوبئة الاجتماعية في جامعة نوتنغهام، تقاعد في عام 2008. هو حاصل على درجة بروفيسور بدرجة فخرية في علم الاوبئة والصحة العامة بجامعة لندن. شارك بتأسيس منظمة الثقة بالمساواة.
عرف بكتابيه مستوى الروح والمستوى الداخلي: كيف تكون المجتمعات أكثر مساواة مع kate pickett يناقشان المجتمعات ذات الصحة مجتمعية اعلى، والمشاكل المجتمعية اقل كالعنف، تعاطي المخدرات، حالات ولادة لدى القاصرات، وامراض نفسية، السمنة  وغيرها بأنها تحوي على تماسك اعلى من المجتمعات التي تحتوي على فجوة أكبر بين الغني والفقير.

## النشأة
نشأة في المملكة المتحدة البريطانية.

## التعليم
تعلم بمدرسة ليتون بارك وجامعة ريدنغ درس تاريخ الاقتصاد بكلية لندن للأقتصاد. وحصل على الماجستير من جامعة بينسلفانيا.

## وصلات خارجية
- ريتشارد جي. ويلكنسون على موقع IMDb (الإنجليزية)
- ريتشارد جي. ويلكنسون على موقع قاعدة بيانات الفيلم (الإنجليزية)
- ريتشارد جي. ويلكنسون في قاعدة بيانات الأفلام على الإنترنت